# Sparlösa kyrka
Sparlösa kyrka är en kyrkobyggnad som sedan 2018 tillhör Varabygdens församling (2002—2018 Levene församling och tidigare Sparlösa församling) i Skara stift. Den ligger i kyrkbyn Sparlösa i norra delen av Vara kommun.

## Kyrkobyggnaden
Tidigare kyrka på platsen var uppförd i romansk stil på medeltiden. Kyrkan var byggd av huggen sandsten och hade ett smalare kor i öster. 1656 uppfördes ett gravkor i norr av Jöran Ulfsparre till Ulfstorp. Åren 1683-1685 förlängdes kyrkan och fick ett rakt kor med samma bredd som övriga kyrkan.
År 1847 uppfördes en salkyrka av natursten i nyklassicistisk stil efter ritningar av arkitekt Fredrik Blom. 1848 invigdes den nya kyrkan. Redan efter några år krävdes reparationer eftersom taket inte var så välbyggt. I murarna hade sprickor uppstått. 1856 genomfördes takförstärkning och dragjärn sattes in. Åren 1949–1950 genomgick kyrkan en omfattande renovering då kaminer och skorstenar togs bort och ersattes med elvärme. Likaså elektrifierades belysningen.
I sin nuvarande form består kyrkan av ett långhus med rakt kor i nordost. Bakom koret finns en smalare och lägre halvrund sakristia. I sydväst finns kyrktorn med huvudingång. 
I en särskild utställningshall intill står Sparlösastenen som tidigare har varit inmurad i kyrkan.
Kyrkan var ursprungligen gemensam för Sparlösa och Slädene församlingar och kallades då Salems kyrka.

### Orgel
- 1848 byggde Johan Nikolaus Söderling, Göteborg en orgel med 6 stämmor.
- 1925 byggde Nordfors & Co, Lidköping en orgel med 5 stämmor.
- Den nuvarande orgeln byggdes 1957 av Nordfors & Co, Lidköping och är en mekanisk orgel.

| Huvudverk I   | Svällverk II      | Pedal       | Koppel |
| Principal 8´  | Rörflöjt 8´       | Subbas 16´  | I/P    |
| Gedackt 8'    | Principal 4'      | Gedackt 8'  | II/P   |
| Oktava 4'     | Gedacktflöjt 4'   | Koralbas 4' | II/I   |
| Spetsflöjt 4' | Kvinta 2 2/3'     |             |        |
| Oktava 2'     | Blockflöjt 2'     |             |        |
| Mixtur 3 chor | Scharf 2 chor     |             |        |
|               | Crescendosvällare |             |        |